# Stazione meteorologica di Torino-Bric della Croce
La stazione meteorologica di Torino-Bric della Croce è la stazione meteorologica di riferimento per il Servizio meteorologico dell'Aeronautica Militare e per l'organizzazione mondiale della meteorologia, relativa all'omonimo rilievo a sud-est della città di Torino.

## Caratteristiche

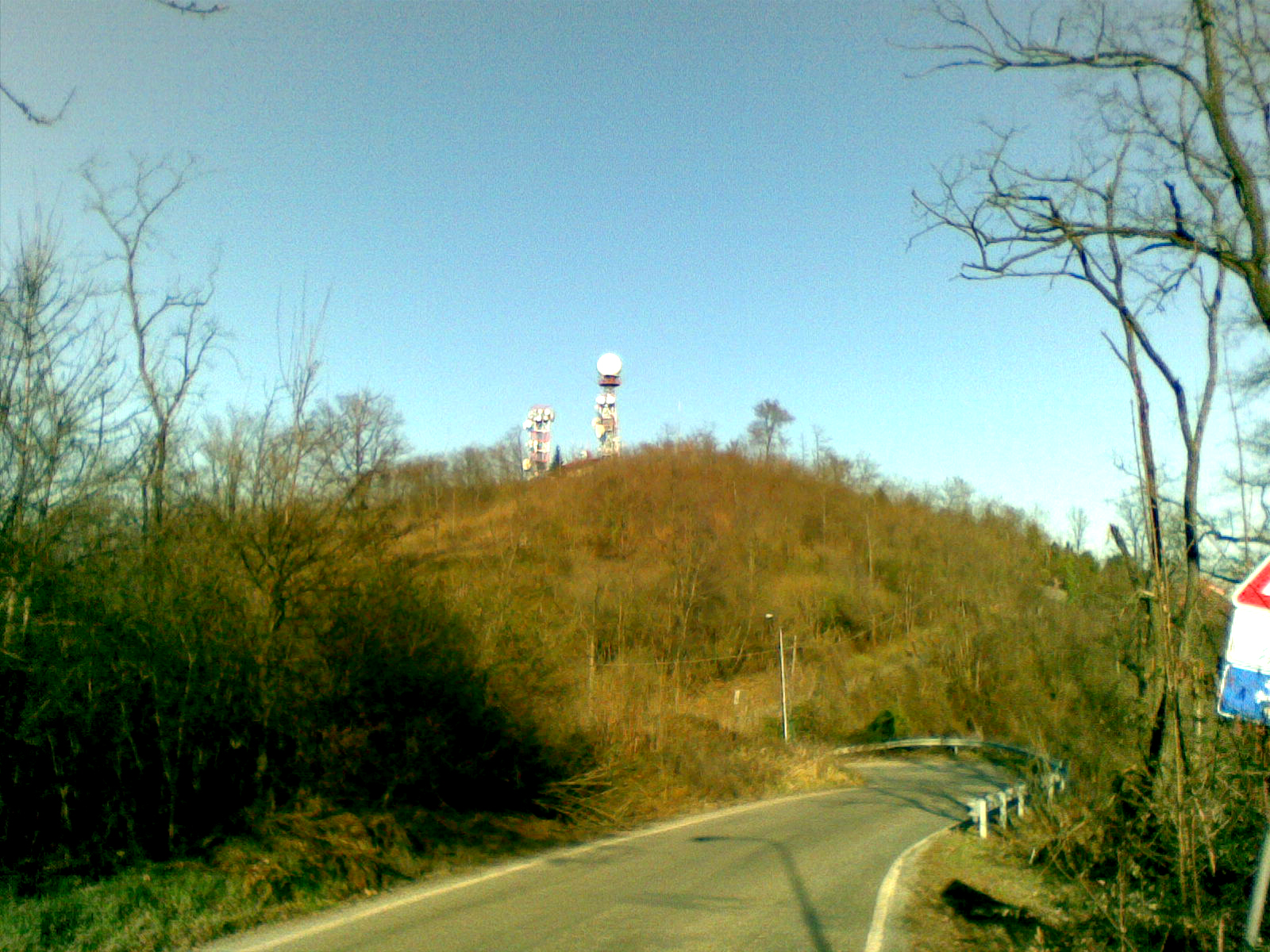
Bric della Croce

La stazione meteorologica si trova nell'Italia nord-occidentale, in Piemonte, nella città metropolitana di Torino, nel comune di Pecetto Torinese, a 710 metri s.l.m. e alle coordinate geografiche 45°02′01.86″N 7°43′56.58″E.
Oltre ad essere un punto di riferimento per l'assistenza alla navigazione aerea, la stazione effettua osservazioni orarie tra le 0 e le 24 UTC sullo stato del cielo (nuvolosità in chiaro) e su temperatura, precipitazioni, umidità relativa, eliofania, pressione atmosferica con valore normalizzato al livello del mare, direzione e velocità del vento.

## Medie climatiche ufficiali

### Dati climatologici 1971-2000
In base alle medie climatiche del periodo 1971-2000, le più recenti in uso, la temperatura media del mese più freddo, gennaio, è di +2,9 °C, mentre quella del mese più caldo, luglio, è di +20,8 °C; mediamente si contano 49 giorni di gelo all'anno e un giorno con temperatura massima uguale o superiore ai +30 °C. I valori estremi di temperatura registrati nel medesimo trentennio sono i -12,0 °C del gennaio 1985 e del febbraio 1986 e i +35,0 °C dell'agosto 1974.
Le precipitazioni medie annue si attestano a 779 mm, mediamente distribuite in 74 giorni di pioggia, con minimo relativo in inverno, picco massimo in primavera e minimi e massimi secondari rispettivamente in piena estate e in pieno autunno.
L'umidità relativa media annua fa registrare il valore di 71,6 % con minimo di 65 % a marzo e massimo di 78 % ad ottobre; mediamente si contano 45 giorni di nebbia all'anno.
Di seguito è riportata la tabella con le medie climatiche e i valori massimi e minimi assoluti registrati nel trantennio 1971-2000 e pubblicati nell'Atlante Climatico d'Italia del Servizio Meteorologico dell'Aeronautica Militare relativo al medesimo trentennio.
| Torino-Bric della Croce (1971-2000) | Mesi         | Mesi         | Mesi         | Mesi        | Mesi        | Mesi        | Mesi        | Mesi        | Mesi        | Mesi        | Mesi        | Mesi        | Stagioni | Stagioni | Stagioni | Stagioni | Anno  |
| Torino-Bric della Croce (1971-2000) | Gen          | Feb          | Mar          | Apr         | Mag         | Giu         | Lug         | Ago         | Set         | Ott         | Nov         | Dic         | Inv      | Pri      | Est      | Aut      | Anno  |
| ----------------------------------- | ------------ | ------------ | ------------ | ----------- | ----------- | ----------- | ----------- | ----------- | ----------- | ----------- | ----------- | ----------- | -------- | -------- | -------- | -------- | ----- |
| T. max. media (°C)                  | 5,6          | 6,5          | 10,5         | 13,6        | 17,9        | 21,8        | 24,9        | 24,3        | 20,0        | 14,3        | 8,8         | 6,4         | 6,2      | 14,0     | 23,7     | 14,4     | 14,6  |
| T. min. media (°C)                  | 0,2          | 0,8          | 3,6          | 6,1         | 10,3        | 13,7        | 16,7        | 16,6        | 13,5        | 9,0         | 3,9         | 1,3         | 0,8      | 6,7      | 15,7     | 8,8      | 8,0   |
| T. max. assoluta (°C)               | 22,0 (1974)  | 19,6 (1998)  | 24,6 (1997)  | 24,8 (1984) | 27,4 (1993) | 31,8 (1996) | 32,4 (1983) | 35,0 (1974) | 29,8 (1983) | 25,7 (1971) | 21,5 (1981) | 22,4 (1985) | 22,4     | 27,4     | 35,0     | 29,8     | 35,0  |
| T. min. assoluta (°C)               | −12,0 (1985) | −12,0 (1986) | −11,2 (1971) | −3,0 (1972) | 1,0 (1984)  | 5,0 (1984)  | 5,0 (2000)  | 9,0 (1986)  | 3,8 (1972)  | −3,2 (1997) | −6,0 (1971) | −9,0 (1996) | −12,0    | −11,2    | 5,0      | −6,0     | −12,0 |
| Giorni di calura (Tmax ≥ 30 °C)     | 0,0          | 0,0          | 0,0          | 0,0         | 0,0         | 0,0         | 0,0         | 1,3         | 0,0         | 0,0         | 0,0         | 0,0         | 0,0      | 0,0      | 1,3      | 0,0      | 1,3   |
| Giorni di gelo (Tmin ≤ 0 °C)        | 15,2         | 12,0         | 5,4          | 0,8         | 0,0         | 0,0         | 0,0         | 0,0         | 0,0         | 0,2         | 4,5         | 10,9        | 38,1     | 6,2      | 0,0      | 4,7      | 49,0  |
| Precipitazioni (mm)                 | 29,0         | 38,4         | 48,0         | 94,6        | 121,2       | 88,0        | 47,0        | 81,3        | 75,0        | 82,6        | 47,3        | 26,8        | 94,2     | 263,8    | 216,3    | 204,9    | 779,2 |
| Giorni di pioggia                   | 4,7          | 4,1          | 5,1          | 8,2         | 10,4        | 7,9         | 5,7         | 6,9         | 5,5         | 6,4         | 5,0         | 3,8         | 12,6     | 23,7     | 20,5     | 16,9     | 73,7  |
| Giorni di nebbia                    | 11           | 9            | 7            | 12          | 12          | 7           | 4           | 6           | 9           | 14          | 12          | 10          | 30       | 31       | 17       | 35       | 113   |
| Umidità relativa media (%)          | 67           | 67           | 65           | 70          | 74          | 74          | 73          | 74          | 76          | 78          | 73          | 68          | 67,3     | 69,7     | 73,7     | 75,7     | 71,6  |

### Dati climatologici 1961-1990
In base alla media trentennale di riferimento 1961-1990, ancora in uso per l'Organizzazione meteorologica mondiale e definita Climate Normal (CLINO), la temperatura media del mese più freddo, gennaio, si attesta a +2,3 °C; quella del mese più caldo, luglio, è di +20,5 °C; si contano, mediamente, 59 giorni di gelo all'anno. Nel medesimo trentennio, la temperatura minima assoluta ha toccato i -12,0 °C nel gennaio 1985 e nel febbraio 1986 (media delle minime assolute annue di -7,5 °C), mentre la massima assoluta ha fatto registrare i +35,0 °C nell'agosto 1974 (media delle massime assolute annue di +29,5 °C).
La nuvolosità media annua si attesta a 4 okta giornalieri, con minimo di 3,4 okta giornalieri a luglio e dicembre massimo di 4,8 okta giornalieri a maggio.
Le precipitazioni medie annue, attorno ai 750 mm, distribuite mediamente in 76 giorni, con minimo in inverno e picco in primavera.
L'umidità relativa media annua fa registrare il valore di 72,3% con minimo di 64% a marzo e massimo di 79% ad ottobre.
L'eliofania assoluta media annua si attesta a 5,6 ore giornaliere, con massimo di 7,4 ore giornaliere in luglio e minimo di 3,8 ore giornaliere ad ottobre.
Il vento presenta una velocità media annua di 3,8 m/s, con minimo di 3,4 m/s ad agosto e massimo di 4,1 m/s a marzo.
| Torino-Bric della Croce (1961-1990)                  | Mesi         | Mesi         | Mesi         | Mesi        | Mesi        | Mesi        | Mesi        | Mesi        | Mesi        | Mesi        | Mesi        | Mesi        | Stagioni | Stagioni | Stagioni | Stagioni | Anno   |
| Torino-Bric della Croce (1961-1990)                  | Gen          | Feb          | Mar          | Apr         | Mag         | Giu         | Lug         | Ago         | Set         | Ott         | Nov         | Dic         | Inv      | Pri      | Est      | Aut      | Anno   |
| ---------------------------------------------------- | ------------ | ------------ | ------------ | ----------- | ----------- | ----------- | ----------- | ----------- | ----------- | ----------- | ----------- | ----------- | -------- | -------- | -------- | -------- | ------ |
| T. max. media (°C)                                   | 5,0          | 6,0          | 9,6          | 13,6        | 17,5        | 21,4        | 24,6        | 23,5        | 20,1        | 14,7        | 8,8         | 6,2         | 5,7      | 13,6     | 23,2     | 14,5     | 14,2   |
| T. min. media (°C)                                   | −0,5         | 0,3          | 3,0          | 6,0         | 10,0        | 13,6        | 16,4        | 15,9        | 13,4        | 9,1         | 3,6         | 0,7         | 0,2      | 6,3      | 15,3     | 8,7      | 7,6    |
| T. max. assoluta (°C)                                | 22,0 (1974)  | 19,0 (1985)  | 22,9 (1990)  | 24,8 (1984) | 26,6 (1975) | 30,4 (1968) | 32,4 (1983) | 35,0 (1974) | 29,8 (1983) | 25,7 (1971) | 21,8 (1964) | 22,4 (1985) | 22,4     | 26,6     | 35,0     | 29,8     | 35,0   |
| T. min. assoluta (°C)                                | −12,0 (1985) | −12,0 (1986) | −11,2 (1971) | −3,0 (1972) | 1,0 (1984)  | 4,8 (1969)  | 7,6 (1981)  | 9,0 (1986)  | 3,8 (1972)  | −2,8 (1979) | −6,0 (1971) | −8,8 (1973) | −12,0    | −11,2    | 4,8      | −6,0     | −12,0  |
| Giorni di gelo (Tmin ≤ 0 °C)                         | 18           | 14           | 7            | 1           | 0           | 0           | 0           | 0           | 0           | 0           | 5           | 14          | 46       | 8        | 0        | 5        | 59     |
| Nuvolosità (okta al giorno)                          | 3,6          | 4,1          | 4,1          | 4,6         | 4,8         | 4,3         | 3,4         | 4,0         | 4,0         | 4,0         | 4,0         | 3,4         | 3,7      | 4,5      | 3,9      | 4,0      | 4,0    |
| Precipitazioni (mm)                                  | 29,7         | 42,8         | 51,5         | 90,4        | 113,3       | 82,3        | 46,4        | 73,4        | 63,7        | 73,8        | 51,1        | 29,3        | 101,8    | 255,2    | 202,1    | 188,6    | 747,7  |
| Giorni di pioggia                                    | 5            | 5            | 6            | 8           | 10          | 8           | 6           | 7           | 5           | 6           | 6           | 4           | 14       | 24       | 21       | 17       | 76     |
| Umidità relativa media (%)                           | 65           | 70           | 64           | 72          | 75          | 75          | 75          | 75          | 76          | 79          | 74          | 67          | 67,3     | 70,3     | 75       | 76,3     | 72,3   |
| Eliofania assoluta (ore al giorno)                   | 4,6          | 4,6          | 4,5          | 4,6         | 5,7         | 6,0         | 7,4         | 7,0         | 4,7         | 3,8         | 3,9         | 4,3         | 4,5      | 4,9      | 6,8      | 4,1      | 5,1    |
| Radiazione solare globale media (centesimi di MJ/m²) | 990          | 1 378        | 1 434        | 1 744       | 2 203       | 2 489       | 2 600       | 2 212       | 1 445       | 1 019       | 1 012       | 1 043       | 3 411    | 5 381    | 7 301    | 3 476    | 19 569 |
| Vento (direzione-m/s)                                | N 4,0        | N 3,9        | N 4,1        | N 4,0       | N 3,7       | N 3,6       | N 3,5       | N 3,4       | N 3,5       | N 3,6       | N 3,8       | N 3,9       | 3,9      | 3,9      | 3,5      | 3,6      | 3,8    |

### Dati climatologici 1951-1980
In base alle medie climatiche del periodo 1951-1980, effettivamente elaborate a partire dal 1952, la temperatura media del mese più caldo, luglio, si attesta a +20,2 °C, mentre la temperatura media del mese più freddo, gennaio, fa registrare il valore di +2,0 °C.
Nel trentennio esaminato, la temperatura massima più elevata di +35,0 °C risale all'agosto 1974, mentre la temperatura minima più bassa di -12,8 °C fu registrata nel febbraio 1956.
| Torino-Bric della Croce (1951-1980) | Mesi         | Mesi         | Mesi         | Mesi        | Mesi        | Mesi        | Mesi        | Mesi        | Mesi        | Mesi        | Mesi        | Mesi        | Stagioni | Stagioni | Stagioni | Stagioni | Anno  |
| Torino-Bric della Croce (1951-1980) | Gen          | Feb          | Mar          | Apr         | Mag         | Giu         | Lug         | Ago         | Set         | Ott         | Nov         | Dic         | Inv      | Pri      | Est      | Aut      | Anno  |
| ----------------------------------- | ------------ | ------------ | ------------ | ----------- | ----------- | ----------- | ----------- | ----------- | ----------- | ----------- | ----------- | ----------- | -------- | -------- | -------- | -------- | ----- |
| T. max. media (°C)                  | 4,6          | 5,8          | 9,0          | 13,3        | 17,7        | 21,3        | 24,3        | 23,3        | 19,8        | 14,5        | 8,7         | 6,2         | 5,5      | 13,3     | 23,0     | 14,3     | 14,0  |
| T. min. media (°C)                  | −0,7         | 0,1          | 2,8          | 5,9         | 10,0        | 13,5        | 16,1        | 15,6        | 13,2        | 8,8         | 3,6         | 0,7         | 0,0      | 6,2      | 15,1     | 8,5      | 7,5   |
| T. max. assoluta (°C)               | 22,0 (1974)  | 19,5 (1958)  | 22,0 (1956)  | 24,4 (1962) | 26,6 (1975) | 30,4 (1968) | 32,4 (1957) | 35,0 (1974) | 29,2 (1970) | 25,7 (1971) | 21,8 (1964) | 21,0 (1974) | 22,0     | 26,6     | 35,0     | 29,2     | 35,0  |
| T. min. assoluta (°C)               | −11,5 (1962) | −12,8 (1956) | −11,2 (1971) | −3,8 (1958) | 2,0 (1973)  | 4,8 (1969)  | 7,6 (1966)  | 8,0 (1956)  | 3,8 (1972)  | −2,8 (1979) | −6,0 (1971) | −8,8 (1973) | −12,8    | −11,2    | 4,8      | −6,0     | −12,8 |

## Valori estremi

### Temperature estreme mensili dal 1954 ad oggi
Nella tabella sottostante sono riportate le temperature massime e minime assolute mensili, stagionali ed annuali dal 1954 ad oggi, con il relativo anno in cui si queste si sono registrate. La massima assoluta del periodo esaminato di +35,0 °C risale all'agosto 1974 e al giugno 2019, mentre la minima assoluta di -12,8 °C è del febbraio 1956.
| Torino-Bric della Croce (1954-2023) | Mesi         | Mesi         | Mesi         | Mesi        | Mesi        | Mesi        | Mesi        | Mesi        | Mesi        | Mesi        | Mesi        | Mesi         | Stagioni | Stagioni | Stagioni | Stagioni | Anno  |
| Torino-Bric della Croce (1954-2023) | Gen          | Feb          | Mar          | Apr         | Mag         | Giu         | Lug         | Ago         | Set         | Ott         | Nov         | Dic          | Inv      | Pri      | Est      | Aut      | Anno  |
| ----------------------------------- | ------------ | ------------ | ------------ | ----------- | ----------- | ----------- | ----------- | ----------- | ----------- | ----------- | ----------- | ------------ | -------- | -------- | -------- | -------- | ----- |
| T. max. assoluta (°C)               | 22,0 (1974)  | 20,2 (2001)  | 24,6 (1997)  | 26,2 (2011) | 29,2 (2022) | 35,0 (2019) | 34,6 (1952) | 35,0 (1974) | 30,0 (2006) | 28,6 (2023) | 21,8 (1964) | 22,4 (1985)  | 22,4     | 29,2     | 35,0     | 30,0     | 35,0  |
| T. min. assoluta (°C)               | −12,0 (1985) | −12,8 (1956) | −11,2 (1971) | −3,8 (1958) | 1,0 (1984)  | 4,8 (1969)  | 5,0 (2000)  | 8,0 (1956)  | 3,8 (1972)  | −3,2 (1997) | −6,0 (1971) | −10,0 (2001) | −12,8    | −11,2    | 4,8      | −6,0     | −12,8 |